# Пиро дел Балцо
Пиро дел Балцо (на италиански: Pietro del Balzo; * ок. 1430; † 24 декември 1491, Неапол) от фамилията дел Балцо (Дом де Бо), е южно-италиански благородник, от 1482 г. херцог на Андрия, княз на Алтамура, „Grand Constable“ на Кралство Неапол и Сицилия.

## Биография
Той е първият син на херцог Франческо II дел Балцо от Андрия (1410 – 1482) и съпругата му Санча де Кярамонте, графиня на Копертино. Брат е на Анджилберто дел Балцо, херцог на Нардо († сл. 1487). От майка си наследява Графство Копертино.
През 1485 г. Пиро, брат му Анджилберто, и трима техни синове участват в заговора на бароните, недоволни от управлението на крал Феранте. Двамата братя и другите барони са арестувани на 4 юли 1487 г. Пиро и брат му Анджилберто са затворени в замъка Кастел-Нуово в Неапол, където ги намират 1491 г. убити.
Всичките му владения са конфискувани и предадени на принц Федерико и жена му Изабела.

## Фамилия
Пиро дел Балцо се жени за Мария Доната Орсини († 1481), дъщеря на Габриеле дел Балцо-Орсини, херцог ди Веноза. Те имат децата:
- Федериго дел Балцо (+ 1483), граф ди Ачера, женен 1477 за Костанца д'Авалос (1460 – ок. 1541)
- Изота дел Балцо († 1530), омъжена 1471 за Пиетро де Гевара, маркиз дел Васто (ок. 1450 – 1486)
- Антония дел Балцо (1461 – 1538), омъжена 1479 за Джианфранческо Гонзага (1446 – 1496), граф на Сабионета
- Изабела дел Балцо (1468 – 1533), омъжена на 28 ноември 1486 г. за крал Федерико IV от Неапол (1452 – 1504), син на крал Феранте.

Той има незаконните деца:
- Белтран, fl 1491
- Медея, fl 1491